# 英氏魅鯰
英氏魅鯰，為輻鰭魚綱鯰形目長鬚鯰科的其中一種，分布於南美洲亞馬遜河中游流域，棲息可達30公尺，體長可達42公分，生活習性不明。

## 擴展閱讀
維基物種上的相關：英氏魅鯰